# Instrução militar

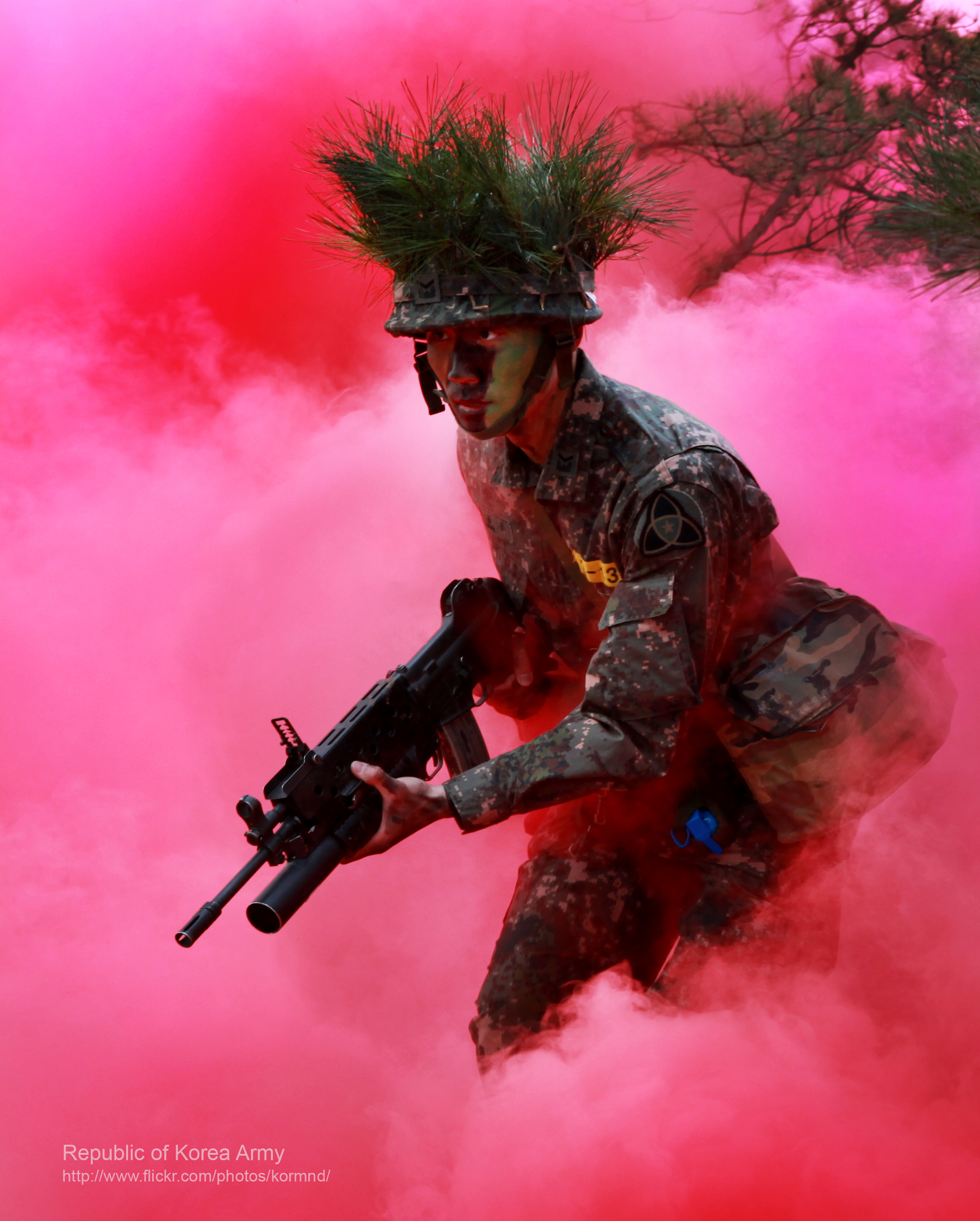
Instrução militar de recrutas na Coréia do Sul.

A instrução militar é um processo organizado de treinamento militar que visa fornecer às tropas a oportunidade de usar com mais eficácia a totalidade de todas as informações, técnicas e habilidades necessárias para que as forças armadas realizem o serviço de combate em tempos de guerra.
O treinamento militar pode ser voluntário ou obrigatório. Começa com o treinamento de recrutas, prossegue com a educação e o treinamento específicos para funções militares e, às vezes, inclui treinamento adicional durante a carreira militar; sendo um processo que visa estabelecer e melhorar as capacidades dos militares em suas respectivas funções.

## Conceito
A instrução militar é física e intelectual. Na área do treinamento físico militar (TFM), a instrução tende a envolver exercícios calistênicos, tais como flexão e corrida. O treinamento intelectual vai desde o simples atar de botas e avança para a operação do armamento e à tática militar. Certas áreas de estudo equivalem a um curso superior ou envolvem pilotagem de aeronaves e a chefia de unidades militar. É caracterizada pela sua especialização em diversos factores decisivos para a carreira de um militar, fazendo com que este progrida física e mentalmente para o nível que as suas funções possam requerer, podendo o próprio ir para além do esforço e dos conhecimentos mínimos necessários.